# Pandémie de Covid-19 en Inde
Le premier cas de la pandémie de Covid-19 en Inde est signalé dans l’État du Kerala le 30 janvier 2020, en provenance de la Chine. Au 11 octobre 2020, les autorités ont confirmé un total de plus de 7 000 000 de cas de contamination et plus de 108 000 morts dans le pays. Les experts estiment cependant que ces nombres seraient en réalité bien plus élevés, les tests n'étant effectués que pour une infime partie de la population. En novembre, une étude sérologique menée dans la ville de New Delhi révèle que 49,5 % des 580 000 habitants du centre historique auraient été contaminés par la Covid-19, pour la plupart de manière asymptomatique, ouvrant la possibilité d'une immunité communautaire. Ce taux ne serait que de 25,5 % pour le reste de la ville.
Au 19 avril 2021, le nombre total officiel de cas est de 15 061 919, le nombre de guérisons est de 12 953 821, le nombre de décès est de 178 769. Au 14 juin 2021, les autorités font état de 374 000 morts. Le nombre réel de morts est estimé entre 3 et 4 millions.
On note de fortes disparités selon les différents États.

## Historique et mesures gouvernementales
L’épidémie a été déclarée dans les États de Delhi, de l'Haryana, du Karnataka, du Maharashtra, du Gujarat et de l'Uttar Pradesh, où des dispositions de la loi de 1897 sur les maladies épidémiques ont été invoquées, et de nombreux établissements commerciaux ont été fermés. Le 13 mars, l’Inde suspend tous les visas non essentiels, incluant les visas touristiques, car la majorité des cas confirmés étaient liés à des étrangers ou des Indiens ayant un historique de voyage à l'étranger. Le 16 mars, l'Inde interdit toute entrée sur son territoire. Le 22 mars, toutes les liaisons aériennes sont suspendues jusqu'à nouvel ordre.
Après un test du confinement le 22 mars pour toute l'Inde, puis le 23 mars un confinement déclaré dans 75 districts, ces derniers incluant 80 villes dont de nombreuses mégapoles comme Bombay et Delhi, le Premier ministre Narendra Modi ordonne le 24 mars un confinement total du pays (qui comprend 1,3 milliard d’habitants), pendant trois semaines afin de lutter contre la pandémie. Le Premier ministre prend cette décision sans consulter les experts sur la pertinence et l’opportunité d’une telle mesure, choisissant de s’aligner sur la stratégie des États occidentaux, alors que l'Inde ne compte encore que 415 cas. Il déclare au cours d'une adresse télévisée à la nation : « À compter de minuit aujourd’hui, tout le pays va entrer en confinement. Pour sauver l’Inde, pour sauver chaque citoyen, vous, votre famille ».
La gestion de la crise par le gouvernement de l’État du Kerala, au sud de l'Inde, est largement saluée,,.
Le 16 juillet 2020, l’État du Bihar (presque 140 millions d'habitants) est reconfiné pour au moins 15 jours à cause de la pandémie de Covid-19, deux jours après le reconfinement de la mégapole de Bangalore (13 millions d'habitants).
En février 2021, la courbe des contaminations pour toute l'Inde a diminué pour arriver, au 2 février, à 8 635 nouveaux cas et 94 décès. Ainsi, même si l’Inde a enregistré au total 10,7 millions de cas de contamination et 155 000 décès à ce jour, son taux de létalité reste faible[réf. souhaitée].
Une nouvelle vague de contaminations frappe le pays en avril 2021 (300 000 nouveaux cas et 2 000 morts enregistrés chaque jour) en raison de l'apparition de variants, des rassemblements religieux et du manque d'efficacité des services de santé. La situation est d’autant plus tendue que les hôpitaux de New Delhi subissent une pénurie de médicaments et que l’oxygène vient aussi à manquer dans les établissements hospitaliers,. En mai, il y a jusqu'à 400 000 cas par jour. La capitale indienne affiche alors un taux de positivité par dépistage de près de 33 %. Dans les campagnes, les populations pauvres ont peu accès aux tests et ne sont souvent pas prises en compte dans les données officielles.
Mais en juillet la pandémie freine, le 13 juillet 2021 avec 31 443 cas quotidiens de Covid-19 c'est « le chiffre le plus bas enregistré en quatre mois ». Les infections se concentrent à l’Ouest au Maharashtra, au Sud, au Kerala, et dans les États du Nord-Est.
En septembre 2021, le journal Le Monde évoque le chiffre de 3 à 4 millions de morts en Inde, pour plus de 400 000 morts officiels, dus à la pandémie de Covid-19.
À partir du 28 décembre 2022, l'état du Karnataka instaure un couvre-feu et limite la jauge dans les bars et les restaurants. Dans l'état de Delhi, toutes les piscines, salles de gym et de cinéma sont fermées, et un couvre-feu à 22 h est instauré, ce qui restreint les festivités du Nouvel An.
À partir de janvier 2022, l'Inde est touché par la vague du variant Omicron. ,

## Risques et difficultés
L'Inde ne dispose pas d’infrastructure sanitaire capable de faire face à une crise (0,7 lit d’hôpital pour 1 000 habitants contre sept en France). Les niveaux très élevés de pollution de l'air dans le pays inquiètent les experts : « la Covid-19 attaque et se fixe sur les poumons et les nombreux Indiens présentant déjà des fragilités respiratoires sont donc bien plus susceptibles d’en mourir. » L’Inde recense notamment 32 % des malades pulmonaires du monde et plus d’un million de morts par an liés à la pollution,.
Les mesures de confinement et de distanciation sociale pourraient s’avérer très difficiles à faire respecter dans un pays où une grande partie de la population vit dans la pauvreté : « 85 % des Indiens ne disposent pas d’une chambre individuelle. À Bombay, 50 % de la population vit en bidonville où l’on s’entasse à quatre par pièce ». La capitale financière concentre jusqu’à 200 000 habitants au kilomètre carré dans certains bidonvilles.
Le 26 mars 2021, malgré l'instauration du confinement, des millions de « migrants de l’intérieur » tentaient à pied de retourner chez eux : « les marcheurs n’ont pas le choix. Ils ont perdu leur travail et n’ont pas eu le temps, ni les moyens, de monter dans un avion, un train ou un bus avant l’arrêt des transports. Le risque est pourtant grand de croiser les forces de l’ordre qui appliquent les consignes sans la moindre compassion. Dans l’Uttar Pradesh, des policiers ont obligé des hommes à marcher à quatre pattes pour les punir d’avoir désobéi au confinement. » Dans des bidonvilles, des policiers frappent avec leurs matraques, parfois jusqu’à la mort, des habitants qui sortent de chez eux, ou les humilient en public. Certains « travailleurs migrants » sont morts en route d’épuisement.
L'Organisation internationale du travail avertit qu'« en Inde, environ 400 millions de travailleurs de l’économie informelle risquent de sombrer plus profondément dans la pauvreté pendant la crise ». La Confédération syndicale internationale demande ainsi la création d’un fonds mondial de protection sociale universelle pour les pays les plus pauvres, afin de soutenir les soins de santé et le maintien de revenus partout sur la planète.

## Choix thérapeutiques

### Médicaments

#### Hydroxychloroquine
En mai 2020, le Conseil indien pour la recherche médicale (ICMR), l’organisme gouvernemental coordonnant les travaux sur le Covid-19, déclare confirmer « l’efficacité de l’hydroxychloroquine à titre préventif » en s'appuyant sur trois nouvelles études. Le pays qui possède 70 % des capacités mondiales de production de la molécule, en produit déjà 100 tonnes par mois. Elle est administrée aux policiers et aux infirmiers du Maharashtra. Dans le Gujarat, le nombre de compagnies pharmaceutiques qui ont la licence pour la fabriquer passe de 28 à 112.
Malgré les publications défavorables à la molécule qui se multiplient au printemps 2020, l'Inde « a déjà fourni 446 millions de comprimés d’hydroxychloroquine à 33 pays et prévoit d’augmenter sa production dans les mois à venir ».

#### Ivermectine
En avril 2021, le Comité d'expertise Bird (British Ivermectin Recommendation Development) qui milite pour l'utilisation de ce médicament, déclare que "plusieurs Etats indiens ont adopté l'ivermectine comme politique officielle, desservant une population totale d'environ 400 millions d'habitants".
Le gouvernement de l'État de Uttar Pradesh, le plus peuplé d'Inde, est le premier à avoir introduit la molécule pour un usage « prophylactique et thérapeutique » dans l'arsenal de soin pour les malades de la Covid et indique avoir remarqué un effet bénéfique.
S'inspirant du traitement mis au point par le professeur australien Thomas Borody de Sydney, un laboratoire indien met en circulation un « Ziverdo kit » (acétate de zinc 50 mg, ivermectine 12 mg, doxycycline 100 mg) vendu à un prix variant de 2 à 10 $, largement distribué dans le monde entier hors Europe[réf. souhaitée]. En janvier 2023, ce traitement est invalidé par le protocole général national.

#### Remdesivir
Afin d'en augmenter la disponibilité locale et face à une demande très importante, le pays en interdit l'exportation,.
Alors que l'utilisation en est officiellement réservée aux hôpitaux, un marché noir de ce produit se met en place, où le Remdesivir se vend jusqu'à vingt fois son prix officiel,,.
Dès 2020, certaines arrestations sont réalisées dans le milieu des trafiquants. En 2021, dans l'État de l'Uttar Pradesh, trois médecins sont arrêtés.
Aide internationale en avril 2021
En avril et mai 2021, dans le cadre d'une augmentation violente de la pandémie, le pays se retrouve face à une importante demande de Remdesivir,,, et fait appel à l'aide internationale.
Plusieurs pays de l'Union Européenne comme la Belgique,, et le Portugal, , ainsi que le Canada, et l'Égypte font parvenir à l'Inde, outre des respirateurs, des flacons de ce médicament, provoquant certaines critiques.

#### Protocole général national
Le gouvernement indien, par son ministère de la santé et de la protection familiale, établit en juillet 2020, en le réactualisant au printemps 2021, un National management protocol for Covid-19 précis : pour les cas légers, la prise d'ivermectine ou d'hydroxychloroquine complète l'inhalation de budésonide ; pour les cas plus sévères, à l'inhalation d'oxygène et la prise d'héparine est ajoutée un corticoïde . Le 5 janvier 2023, le ministère invalide ces traitements, en publiant une liste de plusieurs médicaments ne devant pas être utilisés en cas de covid (dont l'hydroxychloroquine, l'ivermectine, l'azithromycine, et la doxycycline).

### Vaccination
L’Inde approuve le vaccin Oxford-AstraZeneca et un vaccin développé en Inde par la société Bharat Biotech, en partenariat avec le Conseil indien de la recherche médicale. Une campagne de vaccination commence en janvier 2021.
La vaccination est gratuite dans les établissements publics et payante dans les établissements privés, deux fois plus nombreux. Ce système produit une « campagne de vaccination à deux vitesses » au bénéfice des plus aisés.
En mai 2021, environ 150 millions de doses de vaccin ont été administrés, pour 11,5 % de la population, et 25 millions d’Indiens ont reçu les deux doses. Plusieurs États, dont le Maharashtra (Ouest) et New Delhi très touchés, annoncent être à court de vaccins, le déploiement élargi de la campagne de vaccination étant de plus « menacé par des querelles administratives, une confusion sur les prix et des problèmes techniques sur la plateforme numérique de vaccination du gouvernement ».
En juillet 2021, 6 % de la population sont entièrement vaccinés et 22 % ont reçu une première injection. L'Inde attend la production du vaccin russe Spoutnik V, prévue en septembre, et l’arrivée de deux vaccins indiens.
Le 17 septembre 2021, afin de célébrer l'anniversaire du premier ministre Narendra Modi, l'Inde bat son record de vaccination avec près de 22 millions d'injections en une journée, soit trois fois plus que le rythme habituel. Les autorités auraient fermé des centres de vaccination la veille et enregistré des chiffres de la veille le jour de l’anniversaire pour gonfler le record.
En décembre 2021, l'Inde approuve les vaccins Covovax et Corbevax pour un "usage restreint en situation d'urgence", ce qui porte à huit le nombre de vaccins approuvés par ce pays.
À partir de janvier 2022, l'Inde commence à vacciner les adolescents de 15 à 18 ans.

## Conséquences

### Environnementales
À New Delhi, l'une des villes les plus polluées de la planète, les niveaux de particules fines sont tombés le 26 mars 2020 par endroit sous les 50 microgrammes par mètre cube, le seuil en dessous duquel l’air est considéré comme « bon ». En février, ils approchaient encore les 300, seuil toxique à partir duquel toute personne est censée ne plus sortir de chez elle.
Pour encourager la reprise de l'activité économique après la période de confinement, le gouvernement indien supprime des normes environnementales. Présenté à la mi-mars, « un nouveau Code environnemental permet aux industriels d’agir en toute impunité puisque l’approbation d’un projet se fera désormais a posteriori », souligne Ritwick Dutta, avocat environnemental. En mai, l’obligation de laver le charbon dans les centrales pour diminuer leurs émissions de CO2 a été supprimée.
Le gouvernement décide d'encourager l’exploitation du charbon, source majeure de pollution et puissant contributeur au réchauffement climatique, et met aux enchères 41 de ses mines tout en libéralisant le secteur. À Goa l'exploitation du fer, stoppée pour des raisons environnementales, est redémarrée afin de compenser les pertes subies par le petit État à la suite de l'effondrement du tourisme,.

### Économiques
Le gouvernement de l'Uttar Pradesh, l’État le plus peuplé d'Inde, fait suspendre en mai 2020 pour trois ans trente-cinq lois de protection des travailleurs, invoquant le besoin de relancer l’économie. Les lois relatives au paiement des primes et au versement des prévoyances deviennent caduques. Il en va de même pour les lois relatives aux syndicats et au règlement des conflits dans l’entreprise, les contrats de travail, la santé et la sécurité.
Le Madhya Pradesh et le Gujarat, dirigés par le Bharatiya Janata Party (BJP), et le Rajasthan, où le Congrès national indien dispose d'une majorité, ont adopté des dispositions similaires. Le Madhya Pradesh a ainsi fait passer le temps de travail quotidien de huit à douze heures sans augmentation de salaire. Grâce à un assouplissement de la loi sur le travail contractuel, les entreprises locales auront la possibilité de recruter et de licencier des salariés « à leur convenance » pendant trois ans. Enfin, les entreprises ne sont plus tenues de respecter les normes de sécurité industrielle et les nouveaux ateliers seront exemptés des règles d’accès aux toilettes ou de congés payés. En outre, ils n’auront plus besoin d’informer le ministère du Travail en cas d’accident.
Les organisations représentatives du patronat indien ont demandé au gouvernement central que les salariés qui ne regagneraient pas leur poste faute de mesure de sécurité ou de la poursuite du confinement soient sanctionnés.
Ces mesures sont vivement contestées par la gauche et les syndicats de travailleurs. « Détruire la main-d’œuvre revient à détruire la croissance économique. L’agenda diabolique du BJP doit être combattu et vaincu pour sauver l’Inde », s’est indigné le secrétaire général du Parti communiste d’Inde-marxiste (CPI-M), Sitaram Yechury. La Centrale des syndicats indiens (Citu) a dénoncé « des mesures barbares qui visent à imposer des conditions esclavagistes aux travailleurs qui créent réellement la richesse du pays brutalement pillée par les capitalistes et les grandes entreprises ».
Le Premier ministre annonce le 12 mai 2020 une aide de 240 milliards d’euros pour soutenir l’économie. Cette aide devrait profiter aux entreprises et aux familles pauvres. Le Premier ministre a également insisté sur le besoin pour l’économie indienne de devenir autosuffisante, et donc moins dépendante des importations chinoises.
Le travail des enfants a progressé pendant la pandémie. Des entreprises cherchent à combler leurs pertes financières en puisant dans une main-d’œuvre bon marché, ou remplacer les travailleurs rentrés au village. Des réseaux criminels ont ainsi mis en place un trafic d’orphelins. C’est le cas d'enfants retrouvés, mi-octobre 2021, dans une usine de verres et d’assiettes à usage unique près de Hyderabad (Sud), qui travaillaient douze heures par jour et étaient détenus dans un hangar dans les locaux de l'entreprise. L’ONG Bachpan Bachao Andolan déclare avoir secouru plus de 8 500 enfants depuis le début de la crise sanitaire et contribué à l’arrestation de 266 employeurs.

### Accroissement de la criminalité
Une lettre a été adressée le 2 septembre 2020 par l'Association des agents du service forestier indien à Prakash Javadekar, ministre de l'environnement et des forêts et du changement climatique, soulignant les dangers auxquels le personnel forestier est confronté et demandant une meilleure protection et une meilleure sécurité sociale pour plus de 50 000 agents forestiers, dont la plupart travaillent dans des régions éloignées.
Cette lettre fait suite à une vague d'attaques contre les forestiers pendant les six mois de fermeture induite par le COVID, lorsque les activités illégales se sont multipliées dans les zones forestières, notamment dans le Rajasthan, le Maharashtra et le Madhya Pradesh. Dans la plupart de ces cas, les victimes ont reçu peu de soutien de la part de la police ou des dirigeants.
La requête a porté à l'attention de la Cour « l'augmentation alarmante de la fréquence et de la férocité des agressions brutales contre les agents forestiers au cours des 6 à 8 derniers mois dans divers États, en particulier le Madhya Pradesh, le Maharashtra et le Rajasthan ». Il a déclaré : « Le problème est également répandu dans d'autres États. L'implication d'un grand nombre de personnes, pour la plupart des intrus et des membres de la mafia du bois équipés d'armes mortelles, a causé de graves blessures au personnel forestier en service, dont beaucoup ont été hospitalisés et sont dans un état critique. Ces attaques ont eu un impact négatif sur le moral du département des forêts et il est devenu de plus en plus difficile de protéger les forêts en l'absence d'une protection policière et d'un soutien administratif adéquats ».

### Désinformation
L'activiste politique Swami Chakrapani (en) et le député Suman Haripriya (en) ont affirmé que boire de l'urine de vache et appliquer de la bouse de vache sur le corps pouvait soigner du coronavirus,. Un acteur vedette de Bollywood, Akshay Kumar, a confié qu’il continuait à boire chaque jour de l'urine de vache pour luter contre le coronavirus.
Le parlementaire Ramesh Bidhuri (en) du Bharatiya Janata Party a affirmé que selon les experts, l'utilisation du Namasté comme salutation empêche la contamination par la Covid-19, mais l'utilisation de salutations arabes comme Adab ou As-salamu alaykum n'a pas d'effet car il dirige l'air dans la bouche,.
Le ministre en chef de l’État du Tamil Nadu, Edappadi K. Palaniswami (en), a déclaré en avril que le coronavirus n’avait d’effet que sur les riches, et pas sur les pauvres.
La désinformation selon laquelle le gouvernement répand un médicament « anti-coronavirus » dans le pays pendant le couvre-feu mis en place par le gouvernement et imposant de rester chez soi en Inde, est devenue virale sur les réseaux sociaux. L'allégation selon laquelle la vibration générée par les applaudissements pendant le couvre-feu tuerait le virus a été discréditée par les médias.
Un message viral dit que la durée de vie du coronavirus n'est que de 12 heures et que rester à la maison pendant 14 heures pendant le couvre-feu brise la chaîne de transmission. Un autre message a affirmé que l'observation du couvre-feu entraînerait une réduction de 40% des cas de coronavirus.
Les nationalistes hindous propagent quasi quotidiennement de fausses informations accusant les musulmans de ne pas respecter le confinement et de tout faire pour propager du virus.
Accusant les minorités de propager le virus, le parti d’extrême droite Hindu Mahasabha demande au gouvernement d'« imposer des stérilisations aux musulmans et aux chrétiens, de manière que leur nombre ne puisse augmenter. »

### Censure
Dès le début de la crise sanitaire, le Premier ministre Narendra Modi confie sa volonté de contrôler l’information sur la Covid-19. Il demande notamment à la Cour suprême de censurer les médias sur tous les sujets relatifs à la pandémie. Cette dernière demande alors aux médias de se référer « exclusivement à la version officielle de la situation » et de « reprendre le bulletin de santé du pays » publié par le gouvernement. L'ONG Reporters sans frontières souligne que le Premier ministre a « personnellement enjoint les propriétaires des vingt plus grands groupes de presse du pays à se limiter à des “récits positifs” sur la gestion de la pandémie et du confinement, et à servir de “lien entre le gouvernement et le peuple” ».
Dans l’Uttar Pradesh, un État dirigé par un proche du Premier ministre, des journaux critiquant le gouvernement font l'objet d’enquête policière. Dans d'autres États de l'Inde tels qu'Andaman, le Chhattisgarh, le Manipur et Goa, les journalistes auront beaucoup de difficultés à faire leur travail et nombre d'entre eux seront arrêtés.
Le gouvernement indien fait supprimer par des réseaux sociaux (Facebook et Twitter) en 2021 des critiques contre sa gestion de la crise émanant de journalistes ou d'élus de l'opposition.

### Politique
En janvier 2022, la Commission électorale interdit les rassemblements politiques jusqu'au 22 janvier.

### Éducation
La plupart des écoles primaires et secondaires sont fermées depuis mars 2020. Les autorités demandent aux élèves de suivre les cours en ligne mais une bonne partie des 290 millions d’élèves touchés, les plus démunis, n’y ont que peu ou pas accès, seuls le quart des ménages indiens disposant d’un accès à l’internet et moins de la moitié des téléphones utilisés étant des téléphones intelligents.